# The Joneses Have Amateur Theatricals
The Joneses Have Amateur Theatricals é um filme mudo norte-americano de 1909 em curta-metragem, do gênero comédia, dirigido por D. W. Griffith. Cópia do filme encontra-se conservada.

## Elenco
- John R. Cumpson ... Mr. Jones
- Florence Lawrence ... Mrs. Jones
- Linda Arvidson
- Clara T. Bracy
- George Gebhardt
- Anita Hendrie